# Death end re;Quest
『Death end re;Quest』（デス エンド リクエスト）は、コンパイルハートより2018年4月12日に発売されたゲームソフト。Microsoft Windows版は2019年5月17日に、Nintendo Switch版は2020年12月24日に配信された。略称は『デスリク』。キャッチコピーは「99%の絶望に抗え」。

## 概要
コンパイルハートの新規IPによるRPGで同社の「ガラパゴスRPG」ブランドの一作。
コンピュータゲームを題材としており、現実世界と、架空のVRMMORPG『ワールズ・オデッセイ』の世界が舞台。
シナリオ担当に『コープスパーティー』などを代表作に持つ祁答院慎を起用しており、祁答院の作風のひとつであるバッドエンドバリエーションの豊富さをアピールポイントとしている。
通常版、ダウンロード版の他に、限定版も発売。
また、予約特典として「END QUEST」というミニRPGが付属された。これはゲームディスク内に入っているわけではなく、PC用ゲームとして別CDが配布されるという珍しい形になっている。なお、作中のオブジェクトからRPGツクール系で作成されている模様。
『魔壊神トリリオン』でも行われた予約数に応じてボーナスが支給されるキャンペーンが実施され、今回も無事リクープレベルに到達できたようである。これにより、店舗限定で予約特典に、作中でもとりわけ派手なデスエンドの一幕とそれに対するシナリオライターの簡単な説明が記載された小冊子「Death End Note」が追加された。
2020年2月13日には続編の『Death end re;Quest2』が発売された。

## ストーリー
ゲーム会社「エニグマゲームズ」は世界的IT企業「アグル社」の開発した画期的なゲームエンジン「アリスコード」により仮想世界でのオンラインRPG「ワールズ・オデッセイ」を開発していた。しかし、ディレクターの二ノ宮しいなの突然の失踪で、ゲームの開発は中断する。
それから一年、ワールズ・オデッセイのプログラマーだった水梨新のもとに、行方不明になったしいなからメールが届く。廃棄されたはずのワールズ・オデッセイが存在しており、その中に行方不明になったしいなが存在していることを発見する。ワールズ・オデッセイのコードを解析すると、原型を留めないほど書き換えられており、しかもバグだらけになっていた。新はワールズ・オデッセイの謎を解き、しいなを救うためにこのゲームを攻略する。

## 登場人物

### 現実世界の人物
水梨 新（みずなし あらた）
声 - 徳武竜也
本作の主人公。27歳。「エニグマゲームズ」の社員で、『ワールズ・オデッセイ』のプログラマー。黒縁の眼鏡をかけている。好きなものはシイナに勧められた（餌付けされた）メロン蒸しパン。
真面目な気質でよく一人で背負いすぎることがあり、しいなが失踪した件も自分に責任があると考えている節がある。根を詰めやすいところもあり、当時はしいなにちゃんと休憩するように注意されたりしていた。
なぜか、本編開始当初のワールズ・オデッセイにおいて彼のフルネームとしいなの名字が禁止ワードに設定されていた。
繰り返す世界で、何度もしいなを救えなかった結末を迎えており、時間を巻き戻す仮定で自身の記憶を引き継ぐことができないため、「現実オブジェクト」などを『ワールズ・オデッセイ』に配置するなどして、次の自分へのヒントとしてしている。自分以外のみんなが死ぬ結末を阻止しようとしている。
エニグマくん
エニグマゲームスのマスコットキャラクターで、『ワールズ・オデッセイ』での彼のアバター。本来は不正プレイヤーを取り締まるGM用のものである。かわいらしい外見だが、新がそれらしいロールをしないためギャップが激しい。
モフモフしており、よく撫でられたり抱きしめられたりするが、意識をダイブさせているわけではないので感覚は繋がっていない。
現実世界にまつわる話をする場合など、シングルチャットを使ってシイナとテレパシーのような会話をしており、新がログアウトしている際は姿が消える。
二ノ宮 しいな（にのみや しいな）
声 - 東城日沙子
本作のヒロインでもう一人の主人公。水梨の後輩。「エニグマゲームズ」の社員で若手ながら『ワールズ・オデッセイ』のディレクターだったが一年前に失踪した。開発中止となったはずの『ワールズ・オデッセイ』内で目覚め、ログアウトできなくなっていることに気付く。失踪してからの気付くまでの一年間の記憶を失っている。本来は黒髪だがゲーム中では青い髪。また、右目も本来は隠れていない。好きなものはメロン蒸しパン。
覚醒時点で、謎のバグ「エントマの呪い」によってクモの足のような謎のパーツが出現している状態だった。エントマの痣は四角い欠けが所々に見られる直線。月属性。使用武器は片手剣。
助けたルークからの情報で、路銀を求めて王宮に傭兵の仕事を受けに行くも、呪いに汚染されて異形化した兵士に追い掛け回されており、バグによるワープや不死身化といった異常ステータスを持ったハーティスの衛兵に襲われて追い詰められたことで、制御されたエントマ「バグゥ」を獲得する。名称は「バグゥ・アラクネ」で、「バグゥ」と鳴く。
当初、なぜか自身をワールズ・オデッセイ内の冒険者だと思い込んでいたが、新が禁止ワードを解除してフルネームで呼んだことで現実世界の記憶を取り戻した。『ワールズ・オデッセイ』内に存在する彼女自身は、ルーデンスたちによって復元されたしいなのコピーであり、本来の彼女は2017年3月13日に「アファシス」の思惑を破壊しようとし、それを阻止しようとしたアファシスの団員たちによる銃撃に倒れてこの世を去っている。
常盤 澄香（ときわ すみか）
声 - 井澤詩織
エニグマゲームズの女性社員。25歳。新たちとは別のプロジェクトのプログラマー。しいなとは姉妹のように仲が良かった。重度のオカルトマニア。さばさばした性格でよく一人称に「自分」を使う。プログラムは独学で身に付けている。
新に好意を抱いているような素振りを見せる。
明日風 凛（あすかぜ りん）
声 - 大野柚布子
落ち着いた物腰の女性。32歳。エニグマの社長秘書。黒縁眼鏡をかけている。登場するエニグマ社員の中で誰よりも低身長で小学生に変装しても違和感がないほどだが、胸は大きい。
身体能力が高く、蹴りによる護身術も身に着けている。事前に様々な手を回したり社長と組むことで表立っていない情報も入手できたりなど、色々万能な人物。常に冷静に見えるようだが、実際は感情が表に出ないだけである。社員に疲弊した姿を見せたことがなかったが、彼女でもエニグマ社が巻き込まれた騒動で疲れが溜まり寝落ちしている。
彼女の父親は社長の親友である。
リディア・ノーラン
声 - 藤田茜
テンションが高い女性。22歳。デザイン担当。日本語も流暢に話せるだけでなく、スラングなども使いこなす。ゲームデザインで時折、無茶を押し込んでくるが、なぜかいい方向に転がるらしい。かなりのオタクであり、一般向け以外にも、女性向けゲームや成人向けゲームまで嗜む。
ヴェルナー・グロック
声 - 井上健一
エニグマゲームスの社長の男性。現在は長期海外赴任中で、新たちも顔を見たことがない。社員に対しても丁寧語をよく使う。切迫した状況でも軽い物腰で緊張感に欠ける言葉遣いで、凛ですら心のなかでツッコミを入れているほど。
そこにいないはずなのにまるで見ているかのようなタイミングで指示や応答のメールを送ってくるなど謎が多く、新たちには頼もしさと同時に疑問も抱かれている。
アリスコードの制御構文の元となったものを作った人物であり、そこから逃げ出しており秘密結社のアファシスに追われる身であった。海外赴任していると周囲には伝えているが実は国内の隠れ家にて潜伏していた。
棟方 夏生（むなかた なつお）
声 - 杉田智和
男性。アグル社（アリスコードを開発した会社）の元社員。当時はサーバーサイド系のプログラマで、エニグマとの窓口担当。
独立して現在は「サマーライフ」という個人経営のウェブサービス企業を運営している。個性的な性格をしており、そのせいか社員を雇用しようとしても面接後は誰も連絡が取れなくなるらしい。ただし、根は善人。
仲介した責任意識もあり、新たちによるしいな救出には協力的であり、自宅を追われる羽目になった彼らに拠点として自社を提供している他、アグル社にいた伝手で接触を試みるが、当時の上司は退職済みで、部下は全員リストラされてしまったらしく難航している。
それでもアグル社に潜入する手段として、アグル社の食堂で手に入れたカードキーを用いて潜入して機密を知るものの捕らえられて拷問を受けた。
凛のことが好きであり、初めて会った際に一目惚れしている。
樋泉 千治（ひいずみ せんじ）
声 - 亀山雄慈
強面の刑事。突如世界中で発生したサイバーテロ事件の重要参考人として新の取り調べをした。
妻の存在は特に話題に上がらないが、「楓」という娘がいる。しかし、何か月か前に発生したハイジャックで楓を含む乗客全員とともに失踪しており、その所在を探している。
安城 一（あんじょう はじめ）
声 - 矢野龍太
喫茶店「ナイト・オウル」のマスター。恰幅のいい男性。やや間延びして喋るその語りは、不思議な説得力を持つ。オカルト界隈で有名なご意見番であり、常盤とも仲がいい。オカルト話になると饒舌になる。
新とは｢現実オブジェクト｣である写真に映る公園を調べに来たときに出会っており、冤罪で警察などから追われる立場となった新たちを自分の店に匿ってくれた。

### ゲーム内のキャラクター
リリィ・ホープス / 山村 百合紗（やまむら ゆりさ）
声 - 桑原由気
『ワールズ・オデッセイ』のハーティス王国の王女。イメージカラーは黄色で、手にはボウガンを持っている。
ハチ型のバグゥ「バグゥ・ビー」を持ち、右手首から腕にかけてハチの巣のようになっている。鳴き声は「キキキキ」。
星属性。通常攻撃やノックバグ（後述）付きスキル攻撃が範囲は狭いものの射程無限なため、ノックバグを発生させやすい。回復スキルも得意で、攻撃と同じように射程無限のものもある。消費こそ多いが、自分を含めた全員のSP（スキルポイント）を50％回復させるという強烈なスキルで高い継戦能力を誇る。
NPCだったが、感情を持っている。ただし、時折不自然なリアクションを見せるときがある。基本的に落ち着いていて優しい常識人だが、女性同士での「イチャイチャ」という言葉に反応したりシイナをかわいいと評するなど、女性への興味が見られる。
実父である王に、王妃殺しの疑いをかけられて投獄されていたが、エントマの騒動に乗じて牢から出された。なお、王妃殺しの件はシイナによるとバグではなく本来のエピソードである。
なお、仲間たちNPCは本来のデザインと異なっており、彼女の場合は元々金髪の「いかにもお姫様」だったらしい。グリッジスタイル時におけるエントマの痣の形は六角形。
奪われた感情は「怒り」。
アル・アストラ / 森久保 ひなた（もりくぼ ひなた）
声 - 田中美海
獣人族の少女。メンバーでもとりわけ心身ともに幼く、明るく快活な性格。イメージカラーは緑。戦闘時は器用に尻尾で槍を振るう。
ムカデ型のバグゥ「バグゥ・センチピード」を持ち、左手首から腕にかけてムカデが巻き付いたような形になっている。鳴き声は「カカカカ」。
日属性。リリィ以上に戦線維持を重視したスキル持ちで、相手の攻撃力を下げたりデメリット付きで大幅回復したり被ダメージを大きく下げたりが可能。シイナ同様習得する攻撃スキルは魔法攻撃がほとんどだが、能力的には物理攻撃寄り。
伝説の冒険家であるセリカ・クレイトンの存在を知って冒険家に憧れるようになり、シイナたちの冒険にもついてくるようになる。実は街で両親が行方不明になっているが、悲しむ素振りは見せず元気に振る舞う。
グリッジスタイルになると普段の快活な性格とは逆に攻撃的ながらもやたら落ち着いた性格になる。グリッジスタイル時におけるエントマの痣はシイナと同じく直線で、茨のようにも見える。
奪われた感情は「悲しみ」。
クレア・グレイブ / 樋泉 楓（ひいずみ かえで）
声 - 高野麻里佳
オーガ族の行商人の女性。露出度を増やした着物のような恰好をしている。商人としてのプライドもあるが、大金を吹っ掛けたりするので悪印象を抱かれやすい。イメージカラーは赤。武器は銃。初登場時に極度の近視でコンタクトレンズが必須と語っているが真偽は不明。
港町にてシイナたちに因縁を吹っ掛け、高価なアイテムを売りつけようと一緒についてくるも頼りにしていたアイテムが不良品で窮地に陥いる羽目になる。この解決に当たって手持ちのアイテムを使い果たしてしまい、不良品を渡した罪滅ぼしもかねてシイナたちについてくるようになる。
カマキリ型のバグゥ「バグゥ・マンティス」を持ち、両手首に鎌が生えている（戦闘時などは右手首のものが大型化する）。鳴き声は「キリキリシャー」。
月属性。リリィ同様の直線型の攻撃（ただし物理属性）・HP全快時のみ使用できる強力な回復スキル・金を消費して発動するスキルなど、特性が多岐に渡る。
グリッジスタイル時におけるエントマの痣は鋭い曲線状のもの。
奪われた感情は「勇気」。
ルシル・フィアレーテ / スヴェトラーナ・天羽（スヴェトラーナ・あもう）
声 - 橋本ちなみ
『ワールズ・オデッセイ』に登場するハーフエルフ。テンションが低めでやや根暗な性格。イメージカラーはピンク。武器は杖。
自我を持つ椅子「キマタ」に座り、魔法で浮遊させて自分では歩かない。というよりも、足がこの椅子に鎖でつながれているため自由に歩くことができない。
ぱっと見では判別しづらい外見の、ハエ型のバグゥ「バグゥ・フライ」を持つ。一見するとバグゥ由来のパーツがないように見えるが、椅子にバグが発生しているため、こちらがバグゥの顕現体である様子。
日属性。SPなどがメンバーでトップクラスの魔法系キャラクターで、非常に打たれ弱い。かなり広範囲を攻撃できたりSPを回復するスキルが使えたりとスキル攻撃を得意とするが、物理攻撃は非常に弱い上にメンバーで唯一ノックバグ可能なスキルがない。
故郷である「リザリアの森」にて、ハーフエルフであることからいじめられていたが、唯一ミータというエルフだけが友達だった。ある事件が起きたことに加え、トラブルで遠くの地に飛ばされたことで、ミータが喜んでくれた冒険者としてシイナたちに同行する。
グリッジスタイルになると、他のキャラクターより嬉々として攻撃するサディスティックな様子を見せるようになる。
奪われた感情は「喜び」。
セリカ・クレイトン / クロエ・アーロン
声 - 今村彩夏
伝説の冒険家と言われる女性。イメージカラーは青。大剣を操る。
蝶型のバグゥ「バグゥ・バタフライ」を持ち、頭部から髪飾りのように羽が生えている。他のバグゥと異なり、顔のある分身体ではなく幻のような蝶が数匹周囲に存在している。
水上にある神殿に行こうとするもトラブルで船が丘でひっくり返ってしまい、たまたまシイナたちに声をかけて助けてもらった。彼女たちも神殿に用があると知り、同行することになる。
星属性。ルシルとは逆に物理を得意とするキャラクター。ただし、魔法攻撃も中範囲にスタンを付与したりダメージ倍率が高めだったりする。また、自分を中心とした回復スキルも多い。
グリッジスタイルになると、非常に機械的な雰囲気になるほか、目元に影が差し目の雰囲気もより狂ったものになる。グリッジスタイル時におけるエントマの痣は滑らかな曲線状のもの。
奪われた感情は「絶望」。
ルーク
声 - 中村大志
行商人のNPCで、獣人族。アルよりかなり獣らしい外見。ショップおよびクエスト窓口担当。
ぱっと見ではわからないが、彼もまたエントマの呪いを受けている。バグにより増殖してしまっており、世界中に散らばっている彼の複製とは全て意識とアイテムを共有している。新曰く、フラグ管理コードの異常らしい。

### ルーデンス
ルーデンスの面々のキャラクターデザイン原案はhukeが担当している。
アイリス
声 - 桜木アミサ
プロト・ルーデンスの少女。しいなの言うことだけを聞き、オデッセイ内の小さな家で一緒に暮らしていた。
現実でのしいなの死をきっかけに、暴走して姿を獣に変えてオデッセイ内にバグを振り撒く存在となる。それによりアファシスから自滅するようにウィルスを撃ち込まれて消滅した。だが、飛び散った肉片がそれぞれ形を成してエントマ・クイーンとなっている。
エントマ・クイーンを倒してしいなの記憶が戻っていたのは、実際はしいなの記憶ではなくアイリスの記憶が流れ込んでいた。だが、現実のしいながアファシスの団員に追われて銃撃された記憶などはどうやって知ったかは不明。
アリス
声 - 山下七海
「欲望」を司る存在。不思議の国のアリスのエピソードを気に入り、自身の名前としているらしい。なぜかエニグマを指してその操作者である「新さま」と呼ぶ。
他のメンバーに比べると感情の振れ幅が少なく、比較的話が通じてはいるものの、人間を見下している節があり、その腹のうちは底知れない。
リプカ
声 - 喜多村英梨
「殺意」を司る存在。「ですわ」などのお嬢様らしい言葉遣いをするが、仮面のようなものらしく不利になったりすると言葉を荒らげる。
ギロチンを内蔵した巨大な剣を振るい、殺戮を好む殺人鬼。ルーデンスのメンバーながら協調性が全くないため、単独行動をしている。自身に向けられる殺意に敏感で、憎むべき相手（自分）に殺意を向けてこないものには声を荒げたりする。リザリアの森では傲慢なエルフたちを虐殺しており、ルシルの友達であるミータを大剣で両断している。
DLCによってパーティーに加えることができる。メンバーの誰にも正常に認識されていないという特異な状態だが、キャンプでの会話イベントは発生する。この時の彼女は本編のような狂人的な様子はなく、こちらに対しても興味をもって接してくる。また、本編中に登場するリプカとは同一であるが異なる存在である様子。
戦闘での性質は、各属性の上位レベルの汎用魔法を使える他、自分もしくは範囲内の味方ごとダメージを与えるという非常に攻撃的なスキルを使用する。
ノヴァ
声 - 吉岡麻耶
「苦痛」を司る存在。少女。尻尾らしきものが生えている。
攻撃的な性格で、目に見えて人間を見下しているが、自身も苦痛を感じることを望むという変な性格。
レヴィン
声 - 酒井広大
「恐怖」を司る存在。やたら花を気に掛ける陰気な青年男性。
非常にテンションが低いが、不意に琴線に触れて言葉を荒らげることがある。

### END QUESTの登場人物
___
主人公の少女。名前がなく、上記の名前はメニュー画面に表示されるもの（アンダーバー3つ）。
ハーティス王国の町外れで意識を取り戻すも、名前を含めてあらゆる記憶がないことに気付く。さらには、話しかけても多少の応答はあれど同じようなセリフを繰り返し、お互いの名前を聞くと唐突に固まるという異様な人々に違和感を持つ。
その中で、唯一名前を教えてくれた少女「シイナ」から名前を付けてもらう約束をするも、街がモンスターの襲撃を受けたことで様々なトラブルに巻き込まれていく。
トラブルの過程で、シイナ同様に「名乗れる」という特徴を持つ少女たちと出会い、ともに行動するようになる。しかし、彼女たちも時折不自然な様子を見せることに気付く。
雑魚敵のゴブリンなどを倒したりフィールドに落ちていたりするクリスタルを消費することでHP・SPの最大値を上昇させることができる。また、イベント後には強力な単体攻撃スキルを習得する。
シイナ
青い髪が特徴の、謎の少女。何か知っていそうな雰囲気を持っている。『ワールズ・オデッセイ』内で発生したバグの影響の調査でログインした。名前のない少女に名前を付けることを再会したときにすると約束し、光を放って少女の前から消えている。
フィーリア
シイナになついている白猫。少女にもなつき、以降は旅に同行するようになる。家は納屋。
セリカ・クレイトン
ピンク髪のポニーテールが特徴の、伝説の冒険者。本編と違ってスキル構成はヒーラー。腕試しと天空都市の情報集めでハーティス国に訪れており、モンスターを倒す最中で結果的に少女を救っている。
アル・アストラ
緑髪の癖っ毛が特徴の、冒険者に憧れる家出少女。セリカに憧れている。敵からの物理ダメージを下げるスキルを得意とする。クレアから「すぐに強くなるアイテム」を買うが、効果がないという。
クレア・グレイブ
赤いロングヘアーが特徴の、行商人。強力な全体攻撃を持つ。ハーティス国には、隣町にいた際にモンスターに襲われている報せを受け、回復アイテムが高く売れると思い訪れている。
リリィ・ホープス
ウェーブのかかったロングヘアーが特徴の、如何にもな格好の王女様。回復スキルに加え、毒を付与するスキルを持つ。
本編とは違い、モンスター襲撃を手引きしたことで斬首刑に処される直前であった（女王も存命）。
ルシル・フィアレーテ
首元で二つに分けたロングヘアーとリボンカチューシャが特徴の、ハーフエルフ。戦闘中にSPを回復できる稀有なスキルを持つ。

## ゲームシステム
概要
オンラインゲームを攻略するという設定だが、本作そのものはオフラインのRPGである（そもそも作中の『ワールズ・オデッセイ』は未完成で未公開のオンラインゲームである）。
舞台は多量のバグにまみれたゲームという設定であり、画面やキャラクターには常にバグった表示が存在している。また、狂っているのは表示だけではなく、如何にも強敵のような大型モンスターよりもその1割ほどのサイズしかないモンスターの方がよほど堅牢だったりなど、パラメータもおかしいところが散見される。戦闘関連ではアイテムのドロップテーブルや配置アイテムもおかしくなっており、進行度にかみ合わない強力な回復アイテムが頻繁に入手できる。
また、ストーリー上でもバグの影響が発生しており、本来通れるはずの場所が通れなかったり、ありえないイベントが発生して最悪の場合はデスエンドに突入してしまうという事態すら発生しうる事態になっている。
デスエンド
本作の最大の特徴。ワールズ・オデッセイはバグにより仕様外のイベントが多数発生する状況になっており、その中には唐突にシイナが致命傷を負ったり何らかの理由で冒険が続行不可能になってしまう場合がある。
デスエンドが発生するとゲームオーバーになり、セーブしたところまで巻き戻されてしまう。本作はダンジョンごとにセーブポイントが3個前後と少ないため、こまめなセーブを怠ると被害が跳ね上がる。
主にアドベンチャーパートなどでデスエンド行きの選択肢を選んでしまうと発生するが、それ以外にも特殊な条件で発生するものもある。選択肢のものは大体が黒背景に顛末が簡素に語られるという形になっている。
ワールズ・オデッセイ側と現実世界側両方において基本的にアドベンチャーパートでは自由にセーブ・ロードが可能となっている。ムービー進行の場合や戦闘イベント直後などはセーブ不可能であるが、だからと言ってデスエンドがないわけではない。
中には恐怖を感じるものや非常に陰惨なものもあり、本来であれば可能な限り回避したいイベントであるが、一度そのイベントを見ることで後述する「エピソードチャート」にて強力なアクセサリを獲得できるため、攻略上はむしろ率先して探り当てたいものとなっている。また、その周回に選んだ選択肢にはチェックが入り、複数回選んでしまうようなことはない（選択直後にシステムデータに記録される）。
エピソードチャート
ワールズ・オデッセイのメニュー画面でタッチパネルを押すことで閲覧可能なチャート。
それまでに見たイベントが記録され、Newと表示されているものにカーソルを合わせて○ボタンを押すとアイテムやお金が手に入る。
システムセーブで保存されるため、すべてのセーブデータで共有することができる。システムデータを削除すると消えてしまうが、セーブデータをロードすると復旧される。
デスエンドは一度見た時点で記録されるため、再開後にアイテムが獲得可能。ただし、周回しても再入手はできない。

### 戦闘
概要
戦闘では、同社RPGに見られる複数入力するタイプのコマンド選択式だが、敵をバウンドさせてダメージを与えられたりフィールドを歩き回る形式だが移動力制限はないなど、従来にはない形式になっている。
他にも、発想型のスキル習得・ノックバグによる敵のバウンド・ボスモンスターの召喚・チート介入・フィールドバグなど、特色ある要素が多数存在している。
ガードゲージやオーバーキルの要素はなくなったが、特定の行動（ある属性による攻撃など）に対して割り込む「コンバットカウンター」を使う敵がいる。使う敵はかなり少ないものの条件を満たせば確実に行われ、しかもそのターンにおけるカウンターされたキャラクターの行動はすべてキャンセルされる危険なアクションである。
本作は、上記のコンバットカウンターを使う敵、状態異常「無敵」をランダム付与する敵、弱点を突いても大ダメージが与えられない敵など、難敵が雑魚であっても割といるが下記の戦闘手段を駆使することで何かしら付け入る要素がある。そのため、システムを十分に利用するか否かで難易度が劇的に変化する。
コマンド選択
戦闘は3回まで行動を選択する形になっており、通常攻撃・スキル・ガード・アイテムなど、全く異なる行動を選択できる。また、行動内容による次ターンの行動遅延もない。特にメリットはないが、3番目のアクションだけ選択して行動することも可能。
スキルを使用する場合、選択した2，3個のスキルの組み合わせが決まったものである場合、確率で新しいスキルを習得することができる「フラッシュイデア」が発生する（タイミングはノックバグより前）。あくまで組み合わせが参照されるだけで、順番は関係はない。確率はレベルアップで増加する。習得時、一切消費なしでそのスキルが発動する。
アクションにはそれぞれ効果範囲が決められており、その範囲内に対象キャラクターが存在しないと発動しない。ただし、この場合はSPなどの消費もなく、フラッシュイデアによる習得自体は発生する。ただし、発動条件が指定されている場合はちゃんと条件を満たしていないと実行できない。
ガードの場合、1回選択するごとにダメージを30％ダウンさせることができる。
ノックバグ
3回通常攻撃を選択するかノックバグ特性を持つスキルを敵に放つと、攻撃範囲にいる敵全てに対して攻撃方向に吹き飛ばす「ノックバグ」が発生する（攻撃やノックバグ自体が回避されても発動する）。飛距離は敵キャラクターの重量による。ノックバグ特性を持つ攻撃を選択すると、向いている方にガイドが出る。
ノックバグで吹き飛ばされた敵は、円形の外縁部や他の敵に接触するにするとビリヤードのごとくバウンドし、追加ダメージが入る（敵同士で接触した場合は双方ダメージ）。このダメージは物理・魔法とは異なる属性となっており、状態異常「無敵」の影響を受けない。
また、ノックバグ対象やそれにはじかれた敵が他の味方キャラクターに接触すると、各キャラクターにつき同一の敵に1度だけ追撃（ノックブロウ）を行い、加速させることができる。2回目以降は壁と同じ扱い。
相手の重量・サイズ・配置などによってはすさまじい勢いでバウンドを繰り返し、一瞬にして多大なHPが0になる場合すらある。
フィールドバグ
戦闘フィールドには常にバグに汚染されたポイントがあり、これがフィールドバグである。フィールドバグの配置は開始時点で決まっており、増加した場合もそれに沿って再配置される形である。
キャラクターが接触すると汚染度が上昇し、バグによってダメージが受けるなどの効果が発生する。多くはダメージなどのマイナス効果であるが、SP回復などのプラス効果のものもあるため、うまく使えばスキルの乱発に利用したりできる。なお、ダメージは状態異常「無敵」で無効化できるが、それ以外は無効化されない。
フィールドバグはキャラクターが接触する以外にノックバグで弾き飛ばした敵を当てることで消去することができる。攻撃の追加効果としてバグを消去するスキルもある（攻撃の範囲内に敵キャラクターがいないと無効）。
フィールド上にどれだけのバグが残っているかは、画面右上にあるフィールド汚染度で把握できる。消去済みの割合分だけ、戦闘勝利後の獲得金にボーナスが発生する。
汚染度
敵味方全てに設定された、バグにどれほどが汚染されているかの度合。フィールドバグへの接触のほか、味方は敵の攻撃を受けても上昇する。
フィールドバグによる汚染度上昇はサーチモードで自由に確認できるが、これはあくまで参考値で正確な上昇量はキャラクターによって異なる。
基本的に敵味方双方にとって劇薬であり猛毒。100％になると敵はHPが全回復した上で変異を起こすが、重量が軽くなる・耐性が変化する、果ては目に見えて弱体化するなどむしろ発生させた方が有利になる場合もある。
味方の場合、100％になると即死。しかし、序盤のイベント後は汚染度が一定以上であれば暴走強化体である「グリッジスタイル」へと変身する。
グリッジスタイル
汚染度が80 - 99％の状態でそのキャラクターのターンを迎えると、強制的にグリッジスタイルへと変身する。フィールドバグに接触して80％以上になった場合は即座に変身する。
グリッジスタイルになると、変身ムービーが流れる。バグの塊が胸に接触→ガラスが割れる音とともに画面からキャラクターが消える→全裸にエントマの痣で諸々を隠した姿に変身→顔のアップになり画面の乱れと同時に表情が変化、というシーケンスとなっている。全員口調が変化し、攻撃的な言動を見せるようになる。
全ステータスが上昇する他、3つ目のアクション限定で全体攻撃の必殺技「ワイルドスキル」が発動可能。ただし、発動すると強制的に変身が解除される。
毎ターン汚染度が10％ずつ減少していき、80％を下回ると変身が解除される（汚染度は0になる）。強力な形態であるが、汚染度が100％になると即死という特性はそのままなため、危険を承知で維持するか速やかに解除するかの判断が求められる。
バトルジャック
開発者の一人である新が、ワールズ・オデッセイを解析することで様々な介入を行えるようになる。実行にはフィールド汚染度が50％以下でなければならない。
キャラクター操作時にタッチパネルを押し込むことで実行することができ、実行するとそのキャラクターの手番は終了する。また、実行に伴ってフィールド汚染度が上昇する。
主にコードジャック・インストールジャンル・召喚蟲の3つが実行できる。これらはストーリー進行で実行可能な内容が増えていく他、中盤は素材アイテムを消費して中位・上位バージョンを使用可能にできる。
コードジャック
フィールドや各キャラクターに介入して、状況を変化させる。
フィールドバグの内容を別のものに変更したり、敵或いは味方の汚染度を増減させたりすることができる。
インストールジャンル
別のジャンルをインストールすることで、戦闘のルールを変化させることができる。
「格闘」をインストールすると、「対戦格闘ゲーム」のようにサイドビューの横スクロールのゲームになる。「シューティング」をインストールすると、TPSのようにレーザーで攻撃するようになる。「スロット」をインストールするとスロットのリールが回り出し、その役により体力回復やダメージなどの効果が発生する。
本来の戦闘ルールを無視するため、敵の割り込みを回避したりなどが可能となる。
召喚蟲
撃破したボス敵「エントマクイーン」をフィールドに召喚できる。ただし、召喚できるのは一度に一体だけで、再召喚すると召喚済みのものは消滅する。
デフォルトでは攻撃力ははっきり言って弱いが、耐久力が実質無限であり、敵はこの召喚蟲を優先して攻撃するため、被害を抑えるのに非常に有用（ただし範囲攻撃の巻き添えになる可能性あり）。なお、他のバトルジャックと違い、召喚しただけでは汚染度が上昇しない。
召喚蟲にはそれぞれノックバグの飛距離延長やHP・SPの最大値アップなど特徴的な特殊能力を有しており、囮以外にも便利である。
HP・SPの最大値が上昇するタイプは召喚すると、該当パラメータが全回復する。前述の通り、「再召喚可能」「召喚による汚染度上昇なし」という特性があるため、立て続けに召喚することで完全回復が可能（回復だけならアイテムの方が手っ取り早いが）。
召喚蟲が行動するかアクション対象になるかするとフィールドバグが増加していき、汚染度が100％になると消滅してしまう。ただし、それ以外では倒されることはない。なお、Waitを選択すると攻撃しないが汚染度上昇が少ない。

### 現実世界
概要
ワールズ・オデッセイ攻略のため、新の目線で現実世界で情報を集めるパート。メニュー画面でR2を押すと移行できる。
何かしらイベントがある場合、右上に！マークが表示される。基本的にこのイベントを完了させないとワールズ・オデッセイ側に侵攻できないルートがあるため、イベントがあれば都度覗く形となる。
イベントが発生する場所や人物がある場合、該当メニューに！マークが表示される。
異常事態はワールズ・オデッセイだけでなく現実世界でも発生しており、オカルトじみた現象や妨害者などによってこちら側でもデスエンドが発生する場合がある。

## 用語
agle社
検索エンジンで有名な会社だが、連絡先が公開されていない。ハードウェアにOS、世界規模でITインフラを独占している。
後述のサイバーテロ事件のころから不穏な行動が見られ、凍結されたワールズ・オデッセイに介入できる唯一の立場であったために新たちからは強い疑念を向けられている。
アリスコードエンジン
agle社の提供する、人工知能を使用した完全仮想現実を実現するクラウド型ゲームエンジン。
agle内の超高性能人工知能搭載の演算サーバーにデベロッパーがアクセスして感情や会話の演算結果を戻すというもの。
NPCに簡単なプロフィールを設定することで、それに沿った自然なロールをさせることが可能。プロフィール設定の上下限は不明。
基本的な構文は「#include」などC言語と同様のようだが、コードの癖が強く大量のバグを発生させてしまうという難点を抱えており、このエンジンを使うメーカーは頭を抱えている模様。本編開始時点で発売されたゲームがあるかは不明。
開発されたゲームは全てagle社のサーバーに保存され、プロジェクト凍結に従ってデータはすべてアーカイブ化される。契約により、再稼働にはデベロッパーとの合意が必要。
このゲームエンジン向けに調整されたヘッドセット「ホワイト・ラビット」も存在している。
ワールズ・オデッセイ
略称は「W.O.D.」。エニグマゲームスが開発中だったオンラインゲーム。元々はディレクターの二ノ宮しいなの独創的な発想を形にしたものであるため、彼女の失踪でα版までで開発が放棄された。しいなによって生理現象パラメータも設定されているらしい。
ホワイトラビッツを使うことで、意識をゲーム内に没入させてゲーム内での感覚も有効にする「マインドフルダイブ」が可能。
しいなの発案で、MMORPGだが明確なエンディングがあり、トゥルーエンドを迎えるとエンディングの余韻を現実へと持ち越せる「エンディングログアウト」という演出がなされる。
ゲーム内で目覚めたシイナはなぜかログアウトが不可能となっており、上記のエンディングログアウトが機能している可能性を期待してクリアを目指すことになる。
エントマの開闢
ワールズ・オデッセイ内にて１年前発生した現象。エントマは「神の呪い」、開闢は「始まり」を意味する。
突如ハーティス王国に「神獣」が出現し周辺国ごと破壊して回った事件を皮切りに、人々は偶発的に発生するエントマという謎の現象に身を苛まれるという事態になった。
当時の王国は貴族は金にあかせて好き放題をし、貧民は日々を生きるのにも困窮するなど、退廃の道を進んでいる有様だった。そんな人間に下された神の災禍ということで、エントマという呼称がつけられている。
エントマはその人間の体に黒い痣が発生し、やがて心を病んで自殺する・突如煙のように掻き消える・化け物に変容する、といった異常な現象を引き起こすようになる。シイナや新はこれをバグによるものと認識している。
エントマを何らかの因子によって制御に成功すると、分身体といえる小さい虫型の存在が出現し、体の一部がその虫のパーツを模した形に変容する。ただし、これらは同じような制御者でなければ認識することができない。制御されたエントマは、シイナの発案で別途「バグゥ」と呼称されるようになる。しかし、完全に従属しているわけではなく、心身が弱ると襲い掛かる場合もあるらしい。
マーターズ
殉教者という意味。本作におけるモンスターの総称で、体に黒くバグ化した箇所が見られるのが特徴。
神獣はある時をもって突如爆散して消え、人々は神に許されたのだと思ったが、今度はモンスターや人間が凶暴化して人間を襲い始めた。このため、人々はまだ許されたわけではなく、神の意志に準じた者たちの魂がモンスターに宿って襲い掛かっているのだということで彼らを「マーターズ」と呼ぶようになった。
マーターズは倒されると体内から結晶が出現し、それをバグゥがむさぼり食らうことで作中のバグが少しずつ解消されるようになっている。
各ダンジョンの最奥部ではこれらマーターズの親玉といえる巨大な昆虫型の化け物「エントマクイーン」が存在している。エントマクイーンは昆虫型であるとともに人体のパーツを組み込んだデザインとなっており、非常に不気味。クイーンの体内からはクリスタルが出現するようになっており、これをバグゥ・アラクネが食らうことでシイナは失われた過去の記憶を垣間見ることができる。
真理の欠片
ワールズ・オデッセイ内には、なぜか世界観に見合わない、現実世界由来のアイテム「現実オブジェクト」が確認される。
現実オブジェクトとして確認された事象は、たとえメジャーな単語であってもある時を境にagleの検索エンジンで調べても一切検索に引っかからなくなるという事態を発生させる。新たちはこの現象を「情報が盗まれる」と表現している。
安城曰く、こういった事象は「真理の欠片」と呼ばれており、オカルト界隈では知りすぎると脳が過負荷で破壊されてしまうと言われている。
兎
兎の鼻先のような仮面をした黒いパーカー姿の集団。
新の自宅の鍵を開けて家探しをする、常盤の家を複数で囲んで押し入るといった不審な行動を繰り返している。
サイバーテロ事件
新がシイナを発見した頃、世界中で発生した謎の事件。
数多くのPCが破壊され、被害にあったPCにはなぜかワールズ・オデッセイのログイン画面が表示されていた。加えてagle社がエニグマゲームスに疑いが向くような情報を提供したことで、エニグマは犯人として敵意を向けられる羽目になった。
後に、アリスコードエンジン製ゲームのデベロッパーだったプログラマーがホワイトラビットを使用してハッキングでログインする事態が発生。また、そのプログラマーが掲示板に公開した手法をまねて同じようにログインする者がいたが、プログラマーやオデッセイ内に操作キャラクターが殺された人物などが変死している。
怪奇現象
主に現実オブジェクトの入手に際して発生するもしくは注目される現実世界での謎の現象。
心霊写真
ある公園を写した写真。遊具の近くに白い着物の女性が移っているが、撮影時にはそんな人物はいなかったはずだという。
その正体は草陰にある岩に対する光の加減によるものらしいが、そもそもその岩はいつの間に誰が設置したのか不明だという。
心霊現象
現実オブジェクトは何かに怯えるような支離滅裂気味な文章が書かれた日記。日記に記載されていた住所では、通り魔殺人事件が起こったという。
住所の部屋に足を踏み入れると、誰もいないはずなのに「殺されるぞ！」と警告する声が聞こえ、さらに謎の存在が近づいてくる上に対応を間違えるとデスエンドを迎える。
持ち主は上記のハッキングしたプログラマーであり、変死体として見つかったと後に語られている。
ファフロッキーズ現象
現実オブジェクトはヒキガエルとブルーギル。そのため、最初は何を意味するのか不明であった。
後に、近くのランドマークタワーにて、脳と目玉が失われた死体がどこからか降ってくるという現象が発生していることが判明。動画投稿者がいたが、不穏な悲鳴とともに動画が終わっている上、投稿場所が北京だったという。なお、被害者の身元は作中では不明のまま。
キャトルミューティレーション
現実オブジェクトは関連する新聞記事。
ドッペルゲンガー
現実オブジェクトは新の写真。当初は意味不明であったが、同時期に消えた検索ワードにドッペルゲンガーがあったためそれと関連付けられた。直後、棟方から全く別の場所に新がいたことが判明。
ある広場にて「新としか言いようがない存在」を補足するが、新自身が捕らえると謎の空間へとシフトし、おそらくはもう一人の新から「死の王」という言葉を聞かされる。
このドッペルゲンガーは真っ白な顔でくねくねと動き、後の「死の王」という言葉にまつわるデスエンドから、「くねくね」の要素も持っていると言える。
憑依
現実オブジェクトは中身が異なるデザインのマトリョーシカ。当初は意味不明であったが、後に憑依事件と結びつけられた。
すでに発生済みの事件であり、某所で少年が過去の人物に憑依されて傷害事件を起こした挙句に自殺したという。本来の少年は姉思いの優しい人物とのこと。

## スタッフ
- プロデューサー - 東風輪敬久
- ディレクター - 佐藤洋平
- キャラクターデザイン - ナナメダケイ
- シナリオ - 祁答院慎
- ゲストキャラクターデザイン - huke
- モンスターデザイン - 開田裕治、麻宮騎亜
- 召喚蟲デザイン - 石垣純哉
- テーマソング - 月蝕會議
- サウンド - 杉浦勇紀

## プロモーション
本作の発売を記念して、予約数に応じて特典が配布されるキャンペーンが実施される。期間は2018年1月31日まで。ランクSSの「超黒字」だと実際にVRMMORPG「ワールズ・オデッセイ」が発売されるというもの。